# لواء (الولايات المتحدة)
اللواء (بالإنجليزية: major general)‏ هو ضابط برتبة نجمتين في القوات المسلحة الأمريكية، وجيش الولايات المتحدة، ومشاة البحرية، والقوات الجوية، والقوات الفضائية.

## التقاعد
يجب على جميع الضباط العامين التقاعد بعد شهر من عيد ميلادهم 64.